# Mathis Clément
Pour les articles homonymes, voir Clément.
Mathis Clément né le 30 août 2002, est un joueur français de hockey sur gazon. Il évolue au poste de défenseur au CA Montrouge et avec l'équipe nationale française.

## Biographie
Il est le frère cadet de Timothée Clément, est l'enfant de Guillaume Clément.

## Carrière
Il a faits ses débuts avec les U21 en juillet 2019 lors de l'Euro à Valence.

## Palmarès
- : 3e à la coupe du monde des moins de 21 ans en 2021[1].